# Большеусинское сельское поселение
Большеусинское се́льское поселе́ние — муниципальное образование в Куединском районе Пермского края Российской Федерации.
Административный центр — село Большая Уса.

## История
Статус и границы сельского поселения установлены Законом Пермской области от 10 ноября 2004 года № 1759-363 «Об утверждении границ и о наделении статусом муниципальных образований Куединского района Пермского края»

## Население
| 2010  | 2012  | 2013  | 2014  | 2015  | 2016  | 2017  |
| ----- | ----- | ----- | ----- | ----- | ----- | ----- |
| 2405  | ↘2398 | ↘2376 | ↘2310 | ↘2231 | ↘2190 | ↘2162 |
| 2018  | 2019  | 2020  |       |       |       |       |
| ↘2127 | ↘2098 | ↘2019 |       |       |       |       |

## Состав сельского поселения
| № | Населённый пункт | Тип населённого пункта       | Население |
| - | ---------------- | ---------------------------- | --------- |
| 1 | Большая Уса      | село, административный центр | ↘1340     |
| 2 | Большой Дубовик  | деревня                      | 23        |
| 3 | Верхний Иргиш    | деревня                      | 90        |
| 4 | Верх-Уса         | деревня                      | 137       |
| 5 | Дойная           | деревня                      | 407       |
| 6 | Колегово         | деревня                      | 13        |
| 7 | Малый Дубовик    | деревня                      | 64        |
| 8 | Окулов           | починок                      | 70        |